# 宿豫区
宿豫区是中国江苏省宿迁市所辖的一个市辖区，辖18个乡镇（场）和2个省级开发区、1个市级开发区，区域总面积为1256平方公里。原为地级淮阴市下属县级宿迁市的一部分，1996年行政区划调整后，划归地级宿迁市并更名为宿豫县，2004年3月在新一波的行政区划中，被分割部分属地后，更名为宿豫区。
宿豫，豫，又作預。東晉義熙中置，屬淮陽郡。寶應元年（762年）因避代宗名諱，改為宿遷縣，一直沿襲至1987年。1987年，撤銷宿遷縣設立縣級宿遷市。1996年，撤銷縣級宿遷市設立地級宿遷市，原縣級宿遷市分為宿城區、宿豫縣。2004年，撤銷宿豫縣設立宿豫區。

## 历史沿革
宿豫历史上就是钟吾诸侯国属地，秦时设下相县，东晋安帝义熙元年（405年）设宿豫郡、宿预县，县城遗址在今宿迁市宿城区郑楼镇古城山南麓。唐代宗宝应元年（762年）为了避讳皇帝李豫改称宿迁县，一直沿袭至1987年撤县建市（县级）。1996年7月经国务院批准，设立地级宿迁市，原县级宿迁市划分为宿城区和宿豫县，2004年3月，宿豫撤县设区。

## 宿豫与宿预
宿迁本名宿预或宿豫，古代各种典籍中宿预与宿豫混用，主要原因是：一是古代“预”、“豫”通用，成书于南朝梁陈之际的《玉篇》 ：“豫，逆备也。或作预。”古人认为“宿预”即“宿豫”。二是早期记载“宿预”、“宿豫”的有关史书，都成书于魏晋南北朝时期。那时各自为政，信息闭塞，同一名称的音同义同而形异就不可避免了。

## 自然地理
宿豫区位于江苏省北部，东经117°56'15"－118°37'3O"，北纬33°42'30"－34°12'3O"，东接沭阳，南靠泗阳、泗洪，西邻睢宁，北隔沂河与新沂、邳州接壤,大部分地区属于黄、淮、沂、沭平原，北部有鲁南丘陵的延伸部分（面积约占总面积的52％），全区地势自西北向东南缓缓倾斜，形成西高东低，北高南低的趋势，平均高程38米左右。

## 行政区划
宿豫区下辖3个街道办事处、11个镇、3个乡：
顺河街道、豫新街道、下相街道、晓店镇、皂河镇、仰化镇、大兴镇、丁嘴镇、来龙镇、黄墩镇、陆集镇、关庙镇、侍岭镇、新庄镇、井头乡、曹集乡、保安乡和嶂山林场。

## 人口
根據第七次全国人口普查數據顯示，截至2020年11月1日零時，宿豫區（包括湖濱新區）常住人口為588520人，佔宿遷市的11.8%。